# Ambicatus
Potrivit istoricului roman Titus Livius, Ambicatus, cunoscut și sub numele de Ambigatus, a fost un rege celtic din tribul Biturigen („regii lumii”), despre care se spune că ar fi fost regele general al Galiei în același timp.

## Migrațiile Biturigenului
Potrivit operei lui Livius Ab urbe condita libri CXLII, Ambicatus a domnit pe vremea legendarului rege roman Lucius Tarquinius Priscus la începutul secolului al VI-lea. î.H. Liviu îl menționează pe Ambicatus în legenda fondatoare a Mediolanum și relatează că Ambicatus a cerut sfaturi zeilor din cauza suprapopulării ținuturilor sale, unde era stăpân. Conform lor, cei doi fii ai surorii sale, Bellovesus și Segovesus, au fost trimiși fiecare, cu o parte din propriul trib și câțiva dintre prietenii lor, pentru a cuceri noi zone locuite. Bellovesus a plecat în Italia, în ceea ce a fost numită mai târziu provincia Gallia cisalpina, Segovesus în regiunea Pădurii Herciniene. 
Pe lângă Biturigen, se spune că Aulerker și Cenomanen și-au părăsit patria. O regalitate inter-tribală nu este, altfel, atestată de Livius în afara acestei narațiuni. 
Trimiterea de către Ambicatus a celor doi nepoți matriliniari este uneori văzută ca un semn al unui matrilinealism în rândul celților.
Originea acestei povești este probabil o legendă a celților din nordul Italiei, un fundal istoric pentru aceasta nu a putut fi determinat.

## Etimologia numelui
Prima parte a numelui provine din limba galică ambi („în jur”), a doua parte -catus este identică cu irlandeza veche cath („luptă”) și corespunde elementului numelui germanic hathu-, hadu- etc. Întregul nume, însemnând aproximativ „în jurul bătăliei”, are o contrapartidă exactă din punct de vedere etimologic în Ailtrian Imchath. 

## Literatură
- Helmut Birkhan : Celții. Încercați o reprezentare completă a culturii lor. Editura Academiei Austriace de Științe, Viena 1997, ISBN 3-7001-2609-3 .
- Bernhard Maier : Lexikon der keltischen Religion und Kultur (= ediția de buzunar a lui Kröner . Volumul 466). Kröner, Stuttgart 1994, ISBN 3-520-46601-5, p. 18
- Susanne Sievers / Otto Helmut Urban / Peter C. Ramsl: Encyclopedia of Celtic Archaeology. A-K și L-Z ; Comunicări ale comisiei preistorice în editura Academiei Austriace de Științe, Viena 2012, ISBN 978-3-7001-6765-5 .